# Ivans Bugajenkovs
Ivans Vasiljevits Bugajenkovs (auch Iwan Wassiljewitsch Bugajenkow; russisch Ива́н Васи́льевич Бугае́нков; * 18. Februar 1938 in Burlatsky, Oblast Stalingrad) ist ein ehemaliger sowjetisch-lettischer Volleyballspieler und -trainer.
Bugajenkovs gewann mit der sowjetischen Nationalmannschaft Gold bei den Olympischen Spielen 1964 in Tokio und 1968 in Mexiko. Außerdem wurde er zweimal Weltmeister (1960 und 1962) und erreichte 1966 Bronze. Er wurde 1967 Europameister und Dritter bei der Europameisterschaft 1963.
Mit Radiotechnik Riga wurde Bugajenkovs zwischen 1959 und 1970 viermal sowjetischer Vizemeister und zweimal Dritter.
Nach seiner aktiven Zeit war Bugajenkovs Trainer in Riga. Von 1992 bis 2005 trainierte er die iranischen Jugend- und Junioren-Nationalmannschaften.
2009 wurde Bugajenkovs in die „Volleyball Hall of Fame“ aufgenommen.